# Barrio de Tapias
Barrio de Tapias är en ort i Mexiko.   Den ligger i kommunen Santa María de los Ángeles och delstaten Jalisco, i den centrala delen av landet, 500 km nordväst om huvudstaden Mexico City. Barrio de Tapias ligger 1 704 meter över havet och antalet invånare är 479.
Terrängen runt Barrio de Tapias är huvudsakligen kuperad. Barrio de Tapias ligger nere i en dal som går i nord-sydlig riktning. Runt Barrio de Tapias är det glesbefolkat, med 15 invånare per kvadratkilometer. Närmaste större samhälle är Colotlán, 8,9 km sydväst om Barrio de Tapias. I omgivningarna runt Barrio de Tapias växer huvudsakligen savannskog.